# Limba akkadiană
Limba akkadiană (numită și asiro-babiloniană; akkadû, 𒀝𒅗𒁺𒌑 ak-ka-du-u2, scris cu logograme: 𒌵𒆠 URIKI) este o limbă semitică vorbită în perioada antichității pe teritoriul Irakului actual. Este cea mai veche limbă semitică atestată, formând ramura de Nord-Est a acestei familii.
Akkadiana a fost una din limbile internaționale de civilizație ale lumii antice.

## Istoric

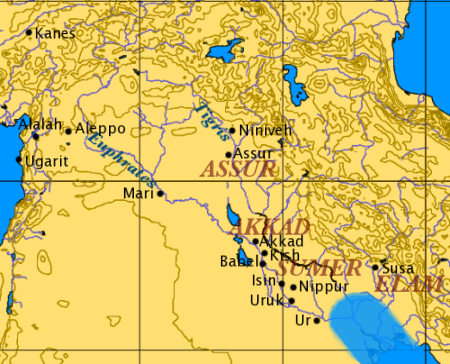
Harta Mesopotamiei antice

Existența acestei limbi se întinde între mileniul 3 î. Hr. (poate și mai înainte) și primii ani d. Hr., când a încetat definitiv să fie folosită. Nu a lăsat urmași.
La început a coexistat cu sumeriana (în Babilon), pe care a înlocuit-o, mai întâi oral și apoi ca limbă scrisă. De aceea akkadiana a fost influențată de sumeriană, dobândind astfel anumite deosebiri față de celelalte limbi semitice.
După cucerirea persană (593 î.Hr.), akkadiana a coexistat cu aramaica; cele două limbi s-au influențat reciproc. Cu timpul, aramaica a înlocuit-o, mai întâi oral (secolul IV î. Hr.), apoi ca limbă cultă.
După teritoriu și după perioada istorică avem:
- Akkadiana veche: 2500 - 1950 î.Hr.
- Vechea babiloniană/akkadiana veche: 1950 - 1530
- Babilonian/asiriana mijlocie: 1530 - 1000
- Neo-babiloniană/neoasiriană: 1000-600 î.Hr.
- Babiloniana târzie: 600 î.Hr. - 100 d.Hr.

## Sistem de scriere

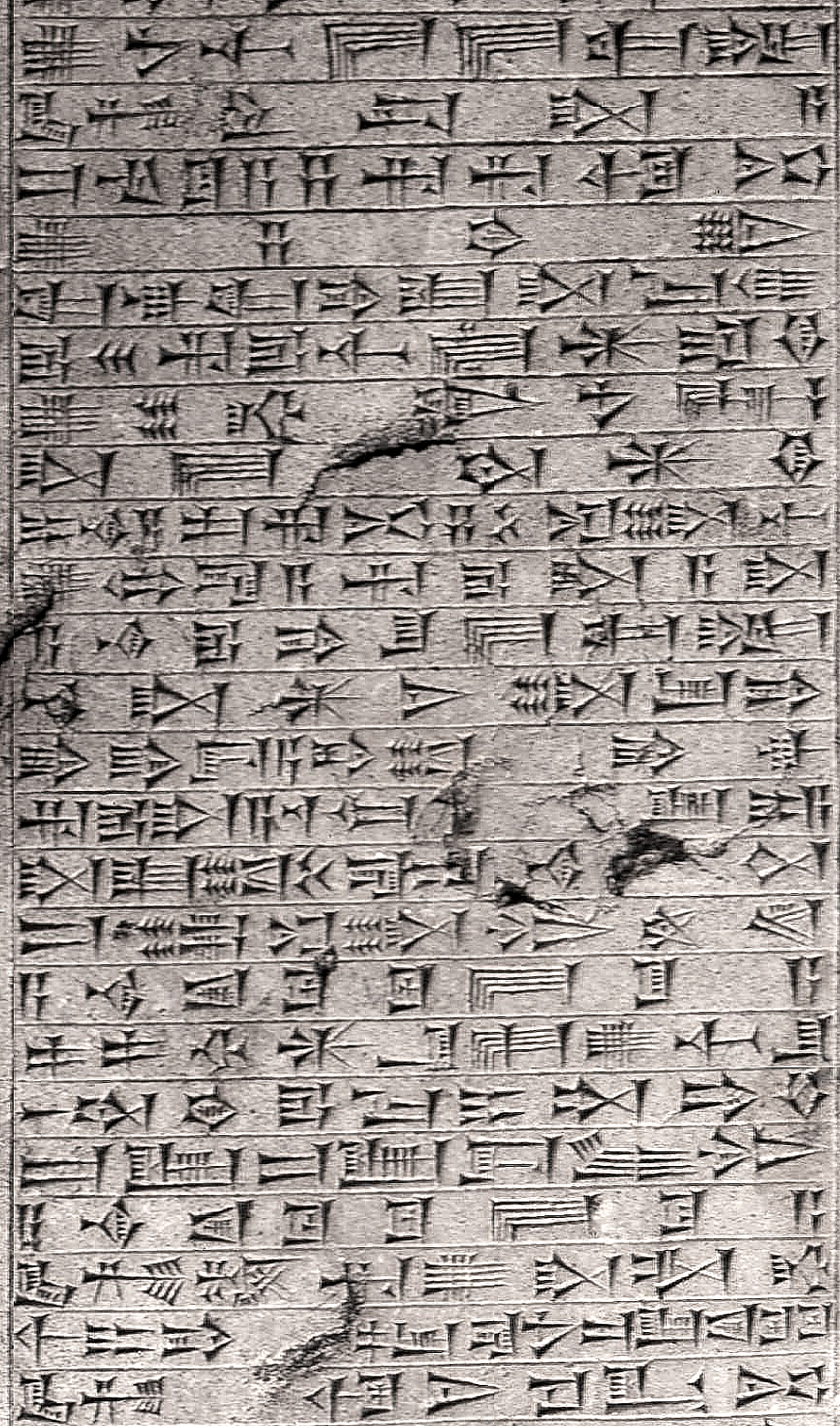
Text akkadian scris cu cuneiforme.

Akkadienii foloseau la scriere caracterele cuneiforme. După modul cum erau utilizate de scribi, cuneiformele puteau reprezenta
- logograme sumeriene
- silabe sumeriene
- silabe akkadiene
- complemente fonetice

## Fonetică și fonologie

### Consoanele
|                      | bilabial | bilabial | alveolar | alveolar | palatal | palatal | velar | velar | glotal | glotal |
| -------------------- | -------- | -------- | -------- | -------- | ------- | ------- | ----- | ----- | ------ | ------ |
| mut                  | sonor    | m        | s        | m        | s       | m       | s     | m     | s      |        |
| Ejective             |          |          | t', ts'  |          |         |         | k'(q) |       |        |        |
| Plozive              | p        | b        | t        | d        |         |         | k     | g     |        |        |
| Africate             |          |          | ts (s)   | dz (z)   |         |         |       |       |        |        |
| Fricative            |          |          |          |          |         |         | x     |       |        |        |
| Nazale               |          | m        |          | n        |         |         |       |       |        |        |
| Vibrante             |          |          |          | r        |         |         |       |       |        |        |
| Aproximante laterale |          |          |          | l        |         |         |       |       |        |        |
| Aproximante centrale |          | w        |          |          |         | j       |       |       |        |        |

## Literatură
- Epopeea lui Ghilgameș
- Scrisorile de la Amarna
- Enuma Eliș